# Jules Joseph Garipuy
Jules Joseph Garipuy (n. 1817 – d. 1893) a fost un pictor francez, director al Muzeului din Toulouse și profesor de pictură la Académie des Beaux-Arts.  Mulți dintre foști săi elevi au devenit pictori renumiți, incluzând și Jean-Paul Laurens, Jean André Rixens, Edouard Debat-Ponsan, Jean Joseph Benjamin Constant, Henri Jean Guillaume Martin și Henri Rachou.
1. ↑  Jules Garipuy, Artnet, accesat în 9 octombrie 2017
2. 1 2  Jules Garipuy (în engleză), Benezit Dictionary of Artists
3. ↑  Jules Garipuy, Autoritatea BnF
4. 1 2  RKDartists, accesat în 23 august 2017
5. ↑  Jules Garipuy (în engleză), Union List of Artist Names
6. ↑  RKDartists, accesat în 28 mai 2020
7. 1 2  RKDartists, accesat în 2 martie 2018